# Hellere død end slave
Hellere død end slave er et politisk valgsprog, der først blev dokumenteret i denne form i Nordfrisland i 1800-tallet. Udtrykket synes at være udformet af præsten Christian Feddersen, der i det 1845 udkomne skrift Fem ord til nordfriserne opfordrede landsmændene: I elsker friheden og siger: Hellere død end slave. Valgsproget afspejler altså (nord)frisernes selvbevidsthed - især under de nationalpolitiske konflikter mellem dansk og tysk i 1800-tallet. Det blev bl.a brugt af digteren Harro Harring. Siden da er udtrykket blevet brugt i adskillige sprogvarianter, dialekter og staveversioner.
Den tyske form Lieber tot als unfrei synes at stamme fra vestfrisernes kamp mod grev Wilhelm af Holland i 1345. Fra tysk side blev udtrykket delvis brugt i agitationen mod danskerne.
| Dansk                                 | Hellere død end slav(e)!        |
| Nordfrisisk (på tværs af dialekter)   | Lewer duad üs Slaw!             |
| Sölring (Sild)                        | Lewer duar üs Slaav!            |
| Fering-Öömrang (Før og Amrum)         | Leewer duad üüs Slaaw!          |
| Halunder (Helgoland)                  | Liwer dud als Sklawe!           |
| Vidingherredfrisisk                   | Liwer duuid as Sloow!           |
| Bøkingherredfrisisk (Mooring)         | Liiwer düüdj as Sloow! (Slååw!) |
| Halligfrisisk                         | Liawer duad as Slaof!           |
| Westerlauwersfrisisk (i Nederlandene) | Leaver dea as slaaf!            |
| Nederlandsk                           | Liever dood dan slaaf!          |
| Tysk                                  | Lieber tot als Sklave!          |

## Esterne henvisninber /kilder
- Historisk Samfund for Sønderjylland: Sønderjylland A-Å, Aabenraa 2011, s. 233 f.
- Jydske vestkysten: Friserne – et gammelt folkefærd på Sydslesvigs vestkyst